# Последствия любви
Последствия любви (итал. Le conseguenze dell'amore) — итальянский психологический триллер 2004 года режиссёра Паоло Соррентино. Фильм был представлен на Каннском кинофестивале 2004 года, а также получил пять наград «Давид ди Донателло», в том числе за лучший фильм, лучшую режиссуру и лучшую мужскую роль. В саундтреке к фильму используется атмосферная электроника и пост-рок, с песнями таких групп, как «Mogwai», «Lali Puna», «Boards of Canada» и «Terranova», и музыкой Паскуале Каталано, специально написанной для фильма.
На сайте «Rotten Tomatoes» рейтинг одобрения фильма составляет 83 % на основе шести отзывов критиков со средневзвешенным рейтингом 7,7/10.

## Сюжет
Главный герой фильма, бизнес-консультант Титта Ди Джероламо, обычный незаметный человек средних лет, уже восемь лет живёт в гостинице маленького швейцарского городка на берегу озера скучной и одновременно таинственной жизнью. Когда при покупке танкера он вложил огромные средства мафии, сделка неожиданно сорвалась, и все деньги пропали. Боссы мафии не стали его убивать, а придумали для него другую работу, пожизненно заточив в гостинице.

## В ролях
- Тони Сервилло — Титта ди Джироламо
- Оливия Маньяни — София
- Адриано Джаннини — Валерио
- Антонио Баллерио — менеджер банка
- Джанна Паола Скаффиди — Джулия
- Нино Д’Агата — Натале
- Винченцо Витальяно — Пиппо Д’Анто
- Раффаэле Пизу — Карло

## Награды и номинации
- 2004 — участие в конкурсной программе Каннского кинофестиваля.
- 2005 — две номинации на премию Европейской киноакадемии: лучший европейский режиссёр (Паоло Соррентино), лучший европейский актёр (Тони Сервилло).
- 2005 — 5 премий «Давид ди Донателло»: лучший фильм, лучший режиссёр, лучший сценарий (все — Паоло Соррентино), лучший актёр (Тони Сервилло), лучшая операторская работа (Лука Бигацци). Кроме того, лента получила 5 номинаций: лучший продюсер (Доменико Прокаччи, Никола Джулиано), лучший актёр второго плана (Раффаэле Пизу), лучшая музыка (Паскуале Каталано), лучший монтаж (Джоджо Франкини), лучший звук.
- 2005 — 4 премии «Серебряная лента»: лучшая оригинальная история (Паоло Соррентино), лучший актёр (Тони Сервилло), лучший актёр второго плана (Раффаэле Пизу), лучшая операторская работа (Лука Бигацци). Кроме того, лента получила 4 номинации: лучший продюсер (Доменико Прокаччи), лучший режиссёр (Паоло Соррентино), лучшая музыка (Паскуале Каталано), лучший монтаж (Джоджо Франкини).